# Blackout (песен на „Скорпиънс“)
 Тази статия е за песента.  За албума вижте Blackout (албум на „Скорпиънс“).  
Blackout е класическа рок песен, една от най-популярните песни на германската рок група „Скорпиънс“, издадена под номер едно в едноименния им осми студиен албум от 1982 г. Въпреки популярността на песента, както и големият търговски успех на албума, Blackout никога не е издадена като официален сингъл от звукозаписните компании, с които „Скорпиънс“ работят по това време и поради тази причина не попада в международните класации за сингли.
През 1985 г., по време на световното концертно турне Love at First Sting Tour (1984 – 1986), групата издава видеоклип на песента, като освен изпълнението на живо от „Медисън Скуеър Гардън“ в Ню Йорк, кадрите включват и моменти от пресконференцията на „Скорпиънс“ преди концерта. Малко по-късно „Мъркюри Рекърдс“ издава Blackout, като промоционален сингъл в Мексико под името Black Out (Apagon) с включена моно и стерео версия.
Blackout е включена и в още няколко официални албума на групата, сред които записаните на живо World Wide Live (1985) и Live 2011 - Get Your Sting & Blackout (2011), кавър албума Comeblack (2011), акустичният също записан на живо MTV Unplugged in Athens (2013), както и във всички видео албуми, издадени след 1985 г. Песента е и предварително избрана след интернет гласуване от феновете на „Скорпиънс“ да присъства сред изпълнените на концерта във Вакен през 2006 г., издаден под името Live at Wacken Open Air.

## Описание
Идеята за написването на песента е на Рудолф Шенкер в нощта след съвместен концерт заедно с рок групите „Деф Лепард“ и „Джудас Прийст“ в Кливланд, САЩ, по време на световното концертно турне Animal Magnetism Tour (1980 – 1981) за представянето на албума Animal Magnetism през 1980 г. „Blackout“ е композирана от Рудолф Шенкер, а текстът е написан от Клаус Майне, Херман Раребел и Соня Кителсен и се отнася за определен момент в нощта след концерта, когато Рудолф Шенкер, К.К. Даунинг и Глен Типтън (последните двама от „Джудас Прийст“), организират алкохолно парти в хотелската стая на музикантите от „Деф Лепард“. Години след това, китаристът Рудолф Шенкер обяснява в своята автобиографична книга:
| „ | След като пресушихме бутилките, отидохме да навестим момчетата от „Деф Лепард“, които междувременно се бяха прибрали в хотела си. Вече се бяхме подредили до такава степен, че персоналът ни изгледа доста накриво, докато преминавахме залитайки през фоайето, но хей, нали бяхме рок звезди, и то в лудото време на 80-те – налагаше се да ни изтърпят! Така с гръм и трясък нахлухме в апартамента на „Лепард“. Вдигнах чашата, която носех със себе си, приближих се до телевизора и излях върху него остатъците от коктейла „Скорпиънс“. Чу се съскане и проклетото нещо гръмна пред очите ми. Йеее! Страхотно! – изревах възторжено и с неприкрито задоволство се поздравих с Глен. Членовете на „Деф Лепард“, които тъкмо бяха издали дебютния си албум On Through the Hight и още бяха новаци в музикалния бизнес, гледаха като ударени с мокър парцал, а вокалистът им Джо Елиът беше направо шокиран. Двамата с Глен се запревивахме от смях и не след дълго и те се отпуснаха и присъединиха към нас. Излязохме, подбрахме и останалите момчета и момичета от екипите ни за турнето и купонясвахме до сутринта, когато, хванат под ръка с тогавашната ми съпруга Маргарет, се запътих уморен към хотелския си апартамент. | “ |

## Изпълнения на живо
За първи път, Blackout е изпълнена на живо на 14 март 1982 г. в Сан Себастиян, Испания, като част от световното концертно турне Blackout Tour. Оттогава песента е неизменна част от всяко едно турне на групата и със своите над 1300 на брой изпълнения на живо, е третата най-често изпълнявана песен от „Скорпиънс“, като доста често групата открива концертите си с нея, включително участието си на „Фестивала на Мира в Москва“ през 1989 г., по време на второто си посещение в СССР, част от десетото им световното концертно турне Savage Amusement Tour (1988 – 1989). Същата версия на песента, е включена, като трета песен в сънгъла Wind of Change, издаден от „Въртиго Рекърдс“ в Обединеното кралство през 1991 г.
Изпълнители, като бившият китарист на „Скорпиънс“ Михаел Шенкер, „Стратовариус“, „Булет Райд“ и „Фози“, редовно включват Blackout в своите концерти.

## Други версии
За разлика от повечето популярни песни на групата, като Holiday, Still Loving You, Big City Nights, Rock You Like a Hurricane, Wind of Change и Send Me an Angel, Blackout не е често преработвана от „Скорпиънс“ в различни акустични или симфонични версии, както и не е ремиксирана. От друга страна, песента е записана на ново през 2011 г. за кавър албума на „Скорпиънс“ Comeblack и е вкючена в аксутичните изпълнения за албума записан на живо MTV Unplugged in Athens през 2013 г.

## В изпълнение от други изпълнители
През годините Blackout, е изпълнява и записвана от други изпълнители, включително пауър метъл групата „Стратовариус“, която записва песента към албума A Tribute to the Scorpions, а през 2016 г. групата добавя като бонус песента към преиздаването на албума си от 1998 г. Destiny, но само на територията на САЩ. Дет метъл групата „Сикс Фийт Ъндър“, през 2000 г. записва Blackout за своя албум Graveyard Classics.
Китаристът Джордж Линч също записва кавър, с помощта на вокалистката Стиви Рейчъл от групата „Тъф“ за трибют албума A Tribute To The Scorpions – Covered Like A Hurricane от 2000 г. Хевиметъл групата „Халфорд“ изпълнява песента в шоу на живо заедно с Рудолф Шенкер за албума Live Insurrection от 2001 г., но е издаден като бонус песен само в Япония. През 2001 г. „Мистик Форс“ записват кавър за албума Another Piece Of Metal – Tribute To Scorpions. Записана е и от християнската метъл група „Страйпър“ за техния кавър албум The Covering, издаден през 2011 г., както и от шведската дет метъл група „Резистанс“ през 2017 г. за своя студиен албум Metal Machine.
Известни траш метъл групи, като „Слейър“ и „Металика“ също правят кавъри на песента, като този на „Слейър“ е от 1984 г., докато този на „Металика“, е през 2017 г. в студио по време на репетиция на групата. В уебсайта за видеосподеляне „Ютюб“, се срещат многобройни версии на Blackout, изпълнявани от най-различни професионални и непрофесионални музиканти, включително и различни неполулярни музикални групи, като някои от версиите съдържат само вокали или само инструментал.

## Blackoutв България
Заглавието на песента е погрешно превеждано през 80-те в България, като „Черните вън“ („Blackout“ всъщност се превежда „В затъмнение съм“), предвид не голямото познаване на английския език в страната, за разлика от руския по това време и предвид това, че „Скорпиънс“ са германци. Това схващане за смисъла на песента, е напълно опровергано от китариста на групата Матиас Ябс през 2010 г. в интервю за радио „Тангра“, по повод издаването на албума Sting in the Tail.

## Списък с песните в промо версията
Страна А
1. Blackout (моно версия) – 3:45

Страна Б
1. Blackout (стерео версия) – 3:45

## Музиканти
- Клаус Майне – вокали
- Рудолф Шенкер – китари
- Матиас Ябс – китари
- Франсис Буххолц – електическа бас китара
- Херман Раребел – барабани

## Цитати
1. ↑  Blackout Songs Ranked //   returnofrock.com, 2022-10-15. Посетен на 2022-10-25. (на английски)
2. ↑  ALBUM DETAILS Blackout //  Discography.   the-scorpions.com. Посетен на 2020-03-07. (на английски)
3. ↑  Scorpions – Интервю за Фрактура //  vbox7.   Фрактура, 13 септември 2009. Посетен на 19 ноември 2011.
4. ↑  Weber, Barry. AllMusic Review by Barry Weber //  Album Overview.   allmusic.com. Посетен на 2020-03-07. (на английски)
5. ↑  Scorpions ‎– World Wide Live //   discogs.com, 2020-03-07. (на английски)
6. ↑  Scorpions ‎– Apagón = Blackout //   discogs.com. Посетен на 2020-03-07. (на английски)
7. ↑  ALBUM DETAILS World Wide Live //  Discography.   the-scorpions.com. Посетен на 2020-03-07. (на английски)
8. ↑  ALBUM DETAILS Live 2011: Get Your Sting & Blackout //  Discography.   the-scorpions.com. Посетен на 2020-03-07. (на английски)
9. 1 2  ALBUM DETAILS Comeblack //  Discography.   the-scorpions.com. Посетен на 2020-03-07. (на английски)
10. 1 2  MTV Unplugged – Live In Athens //  DISCOGRAPHY.   the-scorpions.com. Посетен на 2021-11-26. (на английски)
11. ↑  ALBUM DETAILS Live At Wacken Open Air 2006 //  Discography.   the-scorpions.com. Посетен на 2020-03-07. (на английски)
12. 1 2  Schenker 2010, с. 41, 42.
13. ↑  Blackout by Scorpions //  Album: Blackout (1982).   songfacts.com. Посетен на 2020-03-07. (на английски)
14. 1 2  Blackout by Scorpions //  Facts.   setlist.fm. Посетен на 2020-03-07. (на английски)
15. ↑  Songs played total //  Tour Statistic.   setlist.fm. Посетен на 2022-11-01. (на английски)
16. ↑  Mötley Crüe ■ Gorky Park ■ Ozzy Osbourne ■ Scorpions – Moscow Music Peace Festival Vol.2 //   discogs.com. Посетен на 2021-12-01. (на английски)
17. ↑  SAVAGE AMUSEMENT TOUR //  LIVE.   the-scorpions.com. Посетен на 2021-12-01. (на английски)
18. ↑  Scorpions – Wind Of Change //  Scorpions.   discogs.com. Посетен на 2021-12-04. (на английски)
19. ↑  ALBUM DETAILS Still Loving You //  Discography.   the-scorpions.com. Посетен на 2021-12-04. (на английски)
20. ↑  ALBUM DETAILS Acoustica //  Discography.   the-scorpions.com. Посетен на 2021-12-04. (на английски)
21. ↑  ALBUM DETAILS Moment of Glory //  Discography.   the-scorpions.com. Посетен на 2021-12-04. (на английски)
22. ↑  ALBUM DETAILS Born to Touch Your Feelings: Best of Rock Ballads //  Discography.   the-scorpions.com. Посетен на 2021-12-04. (на английски)
23. ↑  Various ‎– A Tribute To The Scorpions //  Scorpions.   discogs.com. Посетен на 2021-12-04. (на английски)
24. ↑  Stratovarius – Destiny //  Stratovarius.   discogs.com. Посетен на 2021-12-04. (на английски)
25. ↑  Six Feet Under ‎– Graveyard Classics //  Six Feet Under.   discogs.com. Посетен на 2021-12-04. (на английски)
26. ↑  Various – A Tribute To The Scorpions – Covered Like A Hurricane //  Various.   discogs.com. Посетен на 2021-12-04. (на английски)
27. ↑  Halford – Live Insurrection //  Halford.   discogs.com. Посетен на 2021-12-04. (на английски)
28. ↑  Various – Another Piece Of Metal – Tribute To Scorpions //  Various.   discogs.com. Посетен на 2021-12-04. (на английски)
29. ↑  Stryper – The Covering //  Stryper.   discogs.com. Посетен на 2021-12-04. (на английски)
30. ↑  Resistance (17) – Metal Machine //  Resistance.   discogs.com. Посетен на 2021-12-05. (на английски)
31. ↑  Slayer : Blackout ( Scorpions – Cover ) Live 1984 //   Посетен на 2021-12-05. (на английски)
32. ↑  Metallica-Scorpions blackout (cover) //   youtube.com. Посетен на 2021-12-05. (на английски)
33. ↑  scorpions blackout cover //   youtube.com. Посетен на 2021-12-05. (на английски)
34. ↑  Русков, Насо. SCORPIONS – Матиас Ябс //  НОВИНИ.   radiotangra.com, 2010-02-23.  Архивиран от оригинала на 2021-01-18. Посетен на 2021-12-05.